# Comtat de Verdun
Verdun fou un comtat de França que va existir entre prop del 900 i el 1044.
El primer comte de Verdun que s'esmenta fou Ricuí, comte cap al 900 i fins al 923. Cunegunda de Gant, vídua de Vigeric comte de Les Ardennes (+918) s'hi va cassar en segones noces i hauria d'haver passat al seu fill Otó duc de Lorena o al germà d'aquest Sígfrid de Luxemburg, però aviat les fonts esmenten com a comte a Enric, fill del duc Arnulf I de Baviera, probablement per nomenament reial. Va morir després del 954 (segurament vers el 960) sense descendència i el comtat va passar a Godofreu I el Vell (més conegut com el Captiu) comte de Les Ardennes i a la seva mort el seu fill Godofreu II el Jove (des del 1012 fou el duc Godofreu I de Baixa Lotaríngia) va rebre Verdun i les Ardenes (i fou marquès d'Anvers); el seu germà de nom Gozeló o Goteló el va succeir a la Baixa Lorena i com a marquès d'Anvers el 1023 i fou duc de l'Alta Lotaríngia el 1033.
Quan Godofreu II va ser nomenat duc el comtat va passar al seu fill Frederic que segurament va governar conjuntament amb el seu germà Herman que el va succeir quan Frederic va morir el 1022. Herman va aliar-se amb Balderic II de Loss, bisbe de Lieja (1008-1018) contra Balduí de Lovaina i contra un comte anomenat Ratbod o Robert (II) de Namur, del que no es fa esment a totes les cròniques, però derrotat en la batalla de Tirlemnont el 10 d'octubre de 1013 (?) va ser fet presoner; va ser alliberat més tard i que després va esdevenir un bon amic del comte de Namur. Mort Herman el 1024 el comtat va passar a LLuís comte de Chiny per nomenament del bisbe de Verdun. Pero Goteló I de Baixa Lotaríngia, germà de Frederic i Herman, que havia succeït al seu pare Godofreu II de Baixa Lotaríngia (el Jove), va expulsar a Lluís i va donar el comtat en feu al seu fill Godofreu el Barbut (1025). Goteló I va morir el 19 d'abril de 1044. El seu fill Godofreu el Barbut (IV de Verdun i II de Baixa Lorena) fou el darrer a portar efectivament el títol de comte de Verdun. Després va restar en els títols dels ducs de la Baixa Lotaríngia. Amb Jofré de Bouillon la seva absència mort a les Croades va fer passar el comtat al comte de Montbéliar al qual el bisbe li va donar de manera vitalícia. A la seva mort el bisbe va permetre la successió del seu fill, però va seguir un conflicte permanent perquè era un vassall més poderós que el senyor; el bisbe el va deposar diverses vegades amb poca eficàcia però finalment per un acord el va deposar el 1134 i Renald va renunciar.

## Llista de comtes
- Ricuí, comte de Verdun vers 900-923

casat en segones noces a Cunegunda de França, vídua de Wigeric de Bidgau (Vigeric comte de les Ardenes)
- Otó de Lotaríngia 923-944 (fill del primer matrimoni de Ricuí)
- Enric de Baviera 944-vers 960 (fill d'Arnulf de Baviera)
- Godofreu I el Captiu vers 960-1002, comte de les Ardenes, fill de Goteló de Bidgau (fill de Cunegunda i Vigeric)

casat amb Matilde de Saxònia, filla d'Hermann Billung duc de Saxònia
Des de vers 990 els bisbes de Verdun foren prínceps sobirans per concessió de l'emperador Otó III rebent la ciutat de Vedun i alguns territoris propers amb dret a nomenar als comtes.
- Godofreu II, 1002-1012, duc de Baixa Lotaríngia el 1012, fill de Godofreu el Captiu i Matilde
- Frederic 1012-1022, comte de Verdun, germà
- Herman 1022-1024, comte de Verdun + després del 1028, germà de l'anterior, renuncià el 1024 i es va fer monjo.
- Lluís I de Chiny, comte de Chiny 1024-1025, investit pel bisbe de Verdun Raimbert. Mort per Goteló I de Baixa Lotaríngia, germà de Herman, que va donar Verdun al seu fill:
- Godofreu III (després duc Godofreu II de Baixa Lotaríngia, el Barbut) 1025-1069
- Godofreu IV el Geperut (després duc Godofreu III de Baixa Lotaríngia), 1069-1076 fill
- Matilde de Toscana 1076-1086, vídua de l'anterior
- Godofreu V (duc Godofreu IV de Baixa Lotaríngia) conegut com a Jofré de Bouillon 1086-1095 i absent 1095-1100, nebot
- Thierry I de Montbéliard (vers 1045 † vers 1105) 1100-1105 comte de Montbéliard i comtat de Bar
- Renald I el Borni (vers 1090 † 1149), 1105-1134, comte de Montbéliard i de Bar, fill.
- El 1134 el bisbe va deposar Renald i va agregar el comtat de Verdun al domini episcopal.